# 来来亭
株式会社来来亭（らいらいてい）は、滋賀県野洲市に本社を置く飲食事業者、ならびに同社が運営する日本のラーメンチェーン店。

## 沿革
元々は1996年以前に京都府京都市伏見区深草にあったラーメン店で、経営不振により閉店していたものを豆田敏典が引き継ぎ、現在の来来亭を創業させた。

### 年表
- 1997年（平成9年）3月：1号店（野洲店）開店。
- 1999年（平成11年）12月：会社設立（有限会社やる気）。
- 2002年（平成14年）11月：現社名・株式会社に組織変更。
- 2022年（令和4年）1月：野洲本店を近江八幡方面に約900メートル進んだホームプラザナフコ野洲店に移転[1][2]。

## 特徴

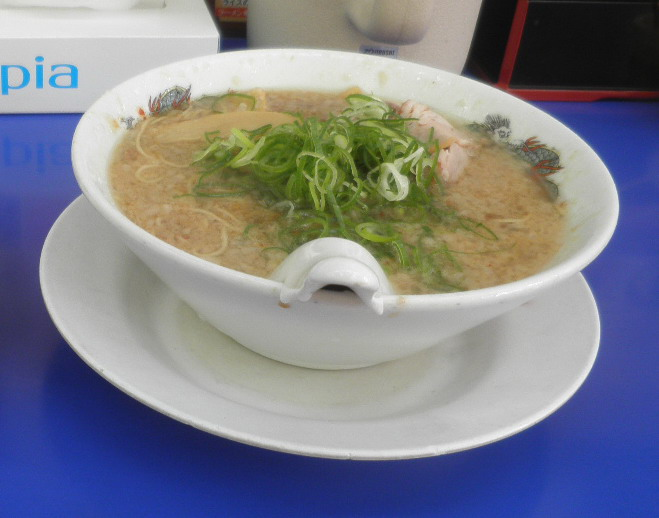
来来亭のラーメン

「京都風醤油ラーメン」を標榜しており、醤油味のあっさりした鶏ガラスープに背脂を入れているのが特徴で、麺は細麺を使用している。客の好みに合わせ、麺の硬さ、醤油の濃さ、背脂の量、一味唐辛子の有無、ネギの量、チャーシューの赤身・脂身を選べる。また、梅干しを無料で提供している。醤油味をベースとしたラーメンには鶏ガラを長時間煮込んだ「こってりラーメン」・「チャーシュー麺」・「ワンタン麺」・「葱ラーメン」があり、醤油味以外のラーメンには味噌ラーメンや、唐辛子を多用した激辛ラーメン「旨辛麺」、夏季限定の「冷麺」（冷やし中華の別名）、2014年4月から追加された塩ラーメンがある。スープはセントラルキッチン方式ではなく、各店舗で仕込んでいる。尚、背脂の増量は2022年以降廃止されている。
店舗の大半が駐車場付きのロードサイド店舗である。店舗の看板は黄色を基調とした配色である。

## 出店地域
のれん分け店舗も含め、関東から鹿児島県まで250店舗以上出店している。
2000年代後半頃までは関西や中京圏、中国地方など、西日本を中心に出店してきたが、2010年代に入ってからは静岡県以東の東日本への出店も増加している。県別の売上高は愛知県がトップで、店舗数も本社所在地の滋賀県や同県を含む関西6府県地域の各府県を上回り、愛知県が最多である。